# Austin A. King
Austin Augustus King, född 21 september 1802 i Sullivan County, Tennessee, död 22 april 1870 i Saint Louis, Missouri, var en amerikansk demokratisk politiker. Han var Missouris guvernör 1848–1853 och ledamot av USA:s representanthus 1863–1865.
King studerade juridik och inledde 1822 sin karriär som advokat i Jackson i Tennessee. År 1830 flyttade han sin advokatpraktik till Columbia i Missouri. Han deltog som överste i Black Hawk-kriget. Mellan 1837 och 1848 tjänstgjorde han som domare i Richmond i Missouri.
King efterträdde 1848 John Cummins Edwards som Missouris guvernör och efterträddes 1853 av Sterling Price. Ett mentalsjukhus öppnades och åtta nya countyn grundades under Kings tid som guvernör.
King efterträdde 1863 John S. Phelps som kongressledamot och efterträddes 1865 av Robert T. Van Horn.
King avled 1870 och gravsattes på en familjekyrkogård i Ray County. Gravplatsen flyttades senare till Richmond Cemetery i Richmond.